# Jogipet
Jogipet es una ciudad censal situada en el distrito de Sangareddy en el estado de Telangana (India). Su población es de 18494 habitantes (2011). 

## Demografía
Según el censo de 2011 la población de Jogipet era de 18494 habitantes, de los cuales 9165 eran hombres y 9329 eran mujeres. Jogipet tiene una tasa media de alfabetización del 74,25%, superior a la media estatal del 67,02%: la alfabetización masculina es del 82,57%, y la alfabetización femenina del 66,13%.